# Alex Tai
Alex Tai (ur. 22 października 1966 roku w Niemczech) – Niemiec, były szef Virgin Racing zespołu Formuły 1.

## Życiorys
Urodził się w Niemczech. W wieku 18. lat uczęszczał do kolegium RAF-u w Cranwell. W 1992 roku przed przystąpieniem do Virgin Atlantic w 1995 roku, założył firmę deweloperską. W 2004 roku przy powstawaniu Virgin Galactic został tam dyrektorem operacyjnym.
W grudniu 2009 roku Tai został mianowany szefem brytyjskiego zespołu Virgin Racing w Formule 1. Miesiąc później został zastąpiony na tym stanowisku przez Johna Bootha, który był dotychczas dyrektorem sportowym i jednym z założycieli Manor Motorsport.